# Bathypogon calabyi
Bathypogon calabyi är en tvåvingeart som beskrevs av Hull 1958. Bathypogon calabyi ingår i släktet Bathypogon och familjen rovflugor. Inga underarter finns listade i Catalogue of Life.